# پدرو (بازیکن فوتبال، زاده ۲۰۰۶)
پدرو انریکه سیلوا دوس سانتوس (پرتغالی: Pedro Henrique Silva dos Santos؛ زادهٔ ۵ فوریهٔ ۲۰۰۶) که با نام‌های پدرو و پدرینیو نیز شناخته می‌شود، بازیکن فوتبال اهل برزیل است که در پست مهاجم برای باشگاه فوتبال کورینتیانس در سری آ برزیل بازی می‌کند.
وی همچنین در تیم‌های ملی فوتبال زیر ۱۷ سال برزیل و زیر ۲۰ سال برزیل بازی کرده‌است.
پدرو در سال ۲۰۲۳ به همراه تیم زیر ۲۰ سال برزیل به قهرمانی مسابقات قهرمانی فوتبال جوانان آمریکای جنوبی در کلمبیا دست یافت.